# Excelsior (problema d'escacs)
|  | Aquest article tracta sobre el problema d'escacs de Sam Loyd. Vegeu-ne altres significats a «Excelsior». |

|   | a | b | c | d | e | f | g | h |   |
| 8 | a8 negres cavall · c8 negres torre · d8 negres alfil · b7 negres peó · f7 negres peó · h7 negres peó · b6 negres peó · b5 blanques torre · h5 blanques rei · a3 negres peó · e3 negres peó · g3 blanques peó · h3 blanques cavall · b2 blanques peó · c2 blanques peó · e2 blanques torre · a1 blanques cavall · h1 negres rei | a8 negres cavall · c8 negres torre · d8 negres alfil · b7 negres peó · f7 negres peó · h7 negres peó · b6 negres peó · b5 blanques torre · h5 blanques rei · a3 negres peó · e3 negres peó · g3 blanques peó · h3 blanques cavall · b2 blanques peó · c2 blanques peó · e2 blanques torre · a1 blanques cavall · h1 negres rei | a8 negres cavall · c8 negres torre · d8 negres alfil · b7 negres peó · f7 negres peó · h7 negres peó · b6 negres peó · b5 blanques torre · h5 blanques rei · a3 negres peó · e3 negres peó · g3 blanques peó · h3 blanques cavall · b2 blanques peó · c2 blanques peó · e2 blanques torre · a1 blanques cavall · h1 negres rei | a8 negres cavall · c8 negres torre · d8 negres alfil · b7 negres peó · f7 negres peó · h7 negres peó · b6 negres peó · b5 blanques torre · h5 blanques rei · a3 negres peó · e3 negres peó · g3 blanques peó · h3 blanques cavall · b2 blanques peó · c2 blanques peó · e2 blanques torre · a1 blanques cavall · h1 negres rei | a8 negres cavall · c8 negres torre · d8 negres alfil · b7 negres peó · f7 negres peó · h7 negres peó · b6 negres peó · b5 blanques torre · h5 blanques rei · a3 negres peó · e3 negres peó · g3 blanques peó · h3 blanques cavall · b2 blanques peó · c2 blanques peó · e2 blanques torre · a1 blanques cavall · h1 negres rei | a8 negres cavall · c8 negres torre · d8 negres alfil · b7 negres peó · f7 negres peó · h7 negres peó · b6 negres peó · b5 blanques torre · h5 blanques rei · a3 negres peó · e3 negres peó · g3 blanques peó · h3 blanques cavall · b2 blanques peó · c2 blanques peó · e2 blanques torre · a1 blanques cavall · h1 negres rei | a8 negres cavall · c8 negres torre · d8 negres alfil · b7 negres peó · f7 negres peó · h7 negres peó · b6 negres peó · b5 blanques torre · h5 blanques rei · a3 negres peó · e3 negres peó · g3 blanques peó · h3 blanques cavall · b2 blanques peó · c2 blanques peó · e2 blanques torre · a1 blanques cavall · h1 negres rei | a8 negres cavall · c8 negres torre · d8 negres alfil · b7 negres peó · f7 negres peó · h7 negres peó · b6 negres peó · b5 blanques torre · h5 blanques rei · a3 negres peó · e3 negres peó · g3 blanques peó · h3 blanques cavall · b2 blanques peó · c2 blanques peó · e2 blanques torre · a1 blanques cavall · h1 negres rei | 8 |
| 7 | a8 negres cavall · c8 negres torre · d8 negres alfil · b7 negres peó · f7 negres peó · h7 negres peó · b6 negres peó · b5 blanques torre · h5 blanques rei · a3 negres peó · e3 negres peó · g3 blanques peó · h3 blanques cavall · b2 blanques peó · c2 blanques peó · e2 blanques torre · a1 blanques cavall · h1 negres rei | a8 negres cavall · c8 negres torre · d8 negres alfil · b7 negres peó · f7 negres peó · h7 negres peó · b6 negres peó · b5 blanques torre · h5 blanques rei · a3 negres peó · e3 negres peó · g3 blanques peó · h3 blanques cavall · b2 blanques peó · c2 blanques peó · e2 blanques torre · a1 blanques cavall · h1 negres rei | a8 negres cavall · c8 negres torre · d8 negres alfil · b7 negres peó · f7 negres peó · h7 negres peó · b6 negres peó · b5 blanques torre · h5 blanques rei · a3 negres peó · e3 negres peó · g3 blanques peó · h3 blanques cavall · b2 blanques peó · c2 blanques peó · e2 blanques torre · a1 blanques cavall · h1 negres rei | a8 negres cavall · c8 negres torre · d8 negres alfil · b7 negres peó · f7 negres peó · h7 negres peó · b6 negres peó · b5 blanques torre · h5 blanques rei · a3 negres peó · e3 negres peó · g3 blanques peó · h3 blanques cavall · b2 blanques peó · c2 blanques peó · e2 blanques torre · a1 blanques cavall · h1 negres rei | a8 negres cavall · c8 negres torre · d8 negres alfil · b7 negres peó · f7 negres peó · h7 negres peó · b6 negres peó · b5 blanques torre · h5 blanques rei · a3 negres peó · e3 negres peó · g3 blanques peó · h3 blanques cavall · b2 blanques peó · c2 blanques peó · e2 blanques torre · a1 blanques cavall · h1 negres rei | a8 negres cavall · c8 negres torre · d8 negres alfil · b7 negres peó · f7 negres peó · h7 negres peó · b6 negres peó · b5 blanques torre · h5 blanques rei · a3 negres peó · e3 negres peó · g3 blanques peó · h3 blanques cavall · b2 blanques peó · c2 blanques peó · e2 blanques torre · a1 blanques cavall · h1 negres rei | a8 negres cavall · c8 negres torre · d8 negres alfil · b7 negres peó · f7 negres peó · h7 negres peó · b6 negres peó · b5 blanques torre · h5 blanques rei · a3 negres peó · e3 negres peó · g3 blanques peó · h3 blanques cavall · b2 blanques peó · c2 blanques peó · e2 blanques torre · a1 blanques cavall · h1 negres rei | a8 negres cavall · c8 negres torre · d8 negres alfil · b7 negres peó · f7 negres peó · h7 negres peó · b6 negres peó · b5 blanques torre · h5 blanques rei · a3 negres peó · e3 negres peó · g3 blanques peó · h3 blanques cavall · b2 blanques peó · c2 blanques peó · e2 blanques torre · a1 blanques cavall · h1 negres rei | 7 |
| 6 | a8 negres cavall · c8 negres torre · d8 negres alfil · b7 negres peó · f7 negres peó · h7 negres peó · b6 negres peó · b5 blanques torre · h5 blanques rei · a3 negres peó · e3 negres peó · g3 blanques peó · h3 blanques cavall · b2 blanques peó · c2 blanques peó · e2 blanques torre · a1 blanques cavall · h1 negres rei | a8 negres cavall · c8 negres torre · d8 negres alfil · b7 negres peó · f7 negres peó · h7 negres peó · b6 negres peó · b5 blanques torre · h5 blanques rei · a3 negres peó · e3 negres peó · g3 blanques peó · h3 blanques cavall · b2 blanques peó · c2 blanques peó · e2 blanques torre · a1 blanques cavall · h1 negres rei | a8 negres cavall · c8 negres torre · d8 negres alfil · b7 negres peó · f7 negres peó · h7 negres peó · b6 negres peó · b5 blanques torre · h5 blanques rei · a3 negres peó · e3 negres peó · g3 blanques peó · h3 blanques cavall · b2 blanques peó · c2 blanques peó · e2 blanques torre · a1 blanques cavall · h1 negres rei | a8 negres cavall · c8 negres torre · d8 negres alfil · b7 negres peó · f7 negres peó · h7 negres peó · b6 negres peó · b5 blanques torre · h5 blanques rei · a3 negres peó · e3 negres peó · g3 blanques peó · h3 blanques cavall · b2 blanques peó · c2 blanques peó · e2 blanques torre · a1 blanques cavall · h1 negres rei | a8 negres cavall · c8 negres torre · d8 negres alfil · b7 negres peó · f7 negres peó · h7 negres peó · b6 negres peó · b5 blanques torre · h5 blanques rei · a3 negres peó · e3 negres peó · g3 blanques peó · h3 blanques cavall · b2 blanques peó · c2 blanques peó · e2 blanques torre · a1 blanques cavall · h1 negres rei | a8 negres cavall · c8 negres torre · d8 negres alfil · b7 negres peó · f7 negres peó · h7 negres peó · b6 negres peó · b5 blanques torre · h5 blanques rei · a3 negres peó · e3 negres peó · g3 blanques peó · h3 blanques cavall · b2 blanques peó · c2 blanques peó · e2 blanques torre · a1 blanques cavall · h1 negres rei | a8 negres cavall · c8 negres torre · d8 negres alfil · b7 negres peó · f7 negres peó · h7 negres peó · b6 negres peó · b5 blanques torre · h5 blanques rei · a3 negres peó · e3 negres peó · g3 blanques peó · h3 blanques cavall · b2 blanques peó · c2 blanques peó · e2 blanques torre · a1 blanques cavall · h1 negres rei | a8 negres cavall · c8 negres torre · d8 negres alfil · b7 negres peó · f7 negres peó · h7 negres peó · b6 negres peó · b5 blanques torre · h5 blanques rei · a3 negres peó · e3 negres peó · g3 blanques peó · h3 blanques cavall · b2 blanques peó · c2 blanques peó · e2 blanques torre · a1 blanques cavall · h1 negres rei | 6 |
| 5 | a8 negres cavall · c8 negres torre · d8 negres alfil · b7 negres peó · f7 negres peó · h7 negres peó · b6 negres peó · b5 blanques torre · h5 blanques rei · a3 negres peó · e3 negres peó · g3 blanques peó · h3 blanques cavall · b2 blanques peó · c2 blanques peó · e2 blanques torre · a1 blanques cavall · h1 negres rei | a8 negres cavall · c8 negres torre · d8 negres alfil · b7 negres peó · f7 negres peó · h7 negres peó · b6 negres peó · b5 blanques torre · h5 blanques rei · a3 negres peó · e3 negres peó · g3 blanques peó · h3 blanques cavall · b2 blanques peó · c2 blanques peó · e2 blanques torre · a1 blanques cavall · h1 negres rei | a8 negres cavall · c8 negres torre · d8 negres alfil · b7 negres peó · f7 negres peó · h7 negres peó · b6 negres peó · b5 blanques torre · h5 blanques rei · a3 negres peó · e3 negres peó · g3 blanques peó · h3 blanques cavall · b2 blanques peó · c2 blanques peó · e2 blanques torre · a1 blanques cavall · h1 negres rei | a8 negres cavall · c8 negres torre · d8 negres alfil · b7 negres peó · f7 negres peó · h7 negres peó · b6 negres peó · b5 blanques torre · h5 blanques rei · a3 negres peó · e3 negres peó · g3 blanques peó · h3 blanques cavall · b2 blanques peó · c2 blanques peó · e2 blanques torre · a1 blanques cavall · h1 negres rei | a8 negres cavall · c8 negres torre · d8 negres alfil · b7 negres peó · f7 negres peó · h7 negres peó · b6 negres peó · b5 blanques torre · h5 blanques rei · a3 negres peó · e3 negres peó · g3 blanques peó · h3 blanques cavall · b2 blanques peó · c2 blanques peó · e2 blanques torre · a1 blanques cavall · h1 negres rei | a8 negres cavall · c8 negres torre · d8 negres alfil · b7 negres peó · f7 negres peó · h7 negres peó · b6 negres peó · b5 blanques torre · h5 blanques rei · a3 negres peó · e3 negres peó · g3 blanques peó · h3 blanques cavall · b2 blanques peó · c2 blanques peó · e2 blanques torre · a1 blanques cavall · h1 negres rei | a8 negres cavall · c8 negres torre · d8 negres alfil · b7 negres peó · f7 negres peó · h7 negres peó · b6 negres peó · b5 blanques torre · h5 blanques rei · a3 negres peó · e3 negres peó · g3 blanques peó · h3 blanques cavall · b2 blanques peó · c2 blanques peó · e2 blanques torre · a1 blanques cavall · h1 negres rei | a8 negres cavall · c8 negres torre · d8 negres alfil · b7 negres peó · f7 negres peó · h7 negres peó · b6 negres peó · b5 blanques torre · h5 blanques rei · a3 negres peó · e3 negres peó · g3 blanques peó · h3 blanques cavall · b2 blanques peó · c2 blanques peó · e2 blanques torre · a1 blanques cavall · h1 negres rei | 5 |
| 4 | a8 negres cavall · c8 negres torre · d8 negres alfil · b7 negres peó · f7 negres peó · h7 negres peó · b6 negres peó · b5 blanques torre · h5 blanques rei · a3 negres peó · e3 negres peó · g3 blanques peó · h3 blanques cavall · b2 blanques peó · c2 blanques peó · e2 blanques torre · a1 blanques cavall · h1 negres rei | a8 negres cavall · c8 negres torre · d8 negres alfil · b7 negres peó · f7 negres peó · h7 negres peó · b6 negres peó · b5 blanques torre · h5 blanques rei · a3 negres peó · e3 negres peó · g3 blanques peó · h3 blanques cavall · b2 blanques peó · c2 blanques peó · e2 blanques torre · a1 blanques cavall · h1 negres rei | a8 negres cavall · c8 negres torre · d8 negres alfil · b7 negres peó · f7 negres peó · h7 negres peó · b6 negres peó · b5 blanques torre · h5 blanques rei · a3 negres peó · e3 negres peó · g3 blanques peó · h3 blanques cavall · b2 blanques peó · c2 blanques peó · e2 blanques torre · a1 blanques cavall · h1 negres rei | a8 negres cavall · c8 negres torre · d8 negres alfil · b7 negres peó · f7 negres peó · h7 negres peó · b6 negres peó · b5 blanques torre · h5 blanques rei · a3 negres peó · e3 negres peó · g3 blanques peó · h3 blanques cavall · b2 blanques peó · c2 blanques peó · e2 blanques torre · a1 blanques cavall · h1 negres rei | a8 negres cavall · c8 negres torre · d8 negres alfil · b7 negres peó · f7 negres peó · h7 negres peó · b6 negres peó · b5 blanques torre · h5 blanques rei · a3 negres peó · e3 negres peó · g3 blanques peó · h3 blanques cavall · b2 blanques peó · c2 blanques peó · e2 blanques torre · a1 blanques cavall · h1 negres rei | a8 negres cavall · c8 negres torre · d8 negres alfil · b7 negres peó · f7 negres peó · h7 negres peó · b6 negres peó · b5 blanques torre · h5 blanques rei · a3 negres peó · e3 negres peó · g3 blanques peó · h3 blanques cavall · b2 blanques peó · c2 blanques peó · e2 blanques torre · a1 blanques cavall · h1 negres rei | a8 negres cavall · c8 negres torre · d8 negres alfil · b7 negres peó · f7 negres peó · h7 negres peó · b6 negres peó · b5 blanques torre · h5 blanques rei · a3 negres peó · e3 negres peó · g3 blanques peó · h3 blanques cavall · b2 blanques peó · c2 blanques peó · e2 blanques torre · a1 blanques cavall · h1 negres rei | a8 negres cavall · c8 negres torre · d8 negres alfil · b7 negres peó · f7 negres peó · h7 negres peó · b6 negres peó · b5 blanques torre · h5 blanques rei · a3 negres peó · e3 negres peó · g3 blanques peó · h3 blanques cavall · b2 blanques peó · c2 blanques peó · e2 blanques torre · a1 blanques cavall · h1 negres rei | 4 |
| 3 | a8 negres cavall · c8 negres torre · d8 negres alfil · b7 negres peó · f7 negres peó · h7 negres peó · b6 negres peó · b5 blanques torre · h5 blanques rei · a3 negres peó · e3 negres peó · g3 blanques peó · h3 blanques cavall · b2 blanques peó · c2 blanques peó · e2 blanques torre · a1 blanques cavall · h1 negres rei | a8 negres cavall · c8 negres torre · d8 negres alfil · b7 negres peó · f7 negres peó · h7 negres peó · b6 negres peó · b5 blanques torre · h5 blanques rei · a3 negres peó · e3 negres peó · g3 blanques peó · h3 blanques cavall · b2 blanques peó · c2 blanques peó · e2 blanques torre · a1 blanques cavall · h1 negres rei | a8 negres cavall · c8 negres torre · d8 negres alfil · b7 negres peó · f7 negres peó · h7 negres peó · b6 negres peó · b5 blanques torre · h5 blanques rei · a3 negres peó · e3 negres peó · g3 blanques peó · h3 blanques cavall · b2 blanques peó · c2 blanques peó · e2 blanques torre · a1 blanques cavall · h1 negres rei | a8 negres cavall · c8 negres torre · d8 negres alfil · b7 negres peó · f7 negres peó · h7 negres peó · b6 negres peó · b5 blanques torre · h5 blanques rei · a3 negres peó · e3 negres peó · g3 blanques peó · h3 blanques cavall · b2 blanques peó · c2 blanques peó · e2 blanques torre · a1 blanques cavall · h1 negres rei | a8 negres cavall · c8 negres torre · d8 negres alfil · b7 negres peó · f7 negres peó · h7 negres peó · b6 negres peó · b5 blanques torre · h5 blanques rei · a3 negres peó · e3 negres peó · g3 blanques peó · h3 blanques cavall · b2 blanques peó · c2 blanques peó · e2 blanques torre · a1 blanques cavall · h1 negres rei | a8 negres cavall · c8 negres torre · d8 negres alfil · b7 negres peó · f7 negres peó · h7 negres peó · b6 negres peó · b5 blanques torre · h5 blanques rei · a3 negres peó · e3 negres peó · g3 blanques peó · h3 blanques cavall · b2 blanques peó · c2 blanques peó · e2 blanques torre · a1 blanques cavall · h1 negres rei | a8 negres cavall · c8 negres torre · d8 negres alfil · b7 negres peó · f7 negres peó · h7 negres peó · b6 negres peó · b5 blanques torre · h5 blanques rei · a3 negres peó · e3 negres peó · g3 blanques peó · h3 blanques cavall · b2 blanques peó · c2 blanques peó · e2 blanques torre · a1 blanques cavall · h1 negres rei | a8 negres cavall · c8 negres torre · d8 negres alfil · b7 negres peó · f7 negres peó · h7 negres peó · b6 negres peó · b5 blanques torre · h5 blanques rei · a3 negres peó · e3 negres peó · g3 blanques peó · h3 blanques cavall · b2 blanques peó · c2 blanques peó · e2 blanques torre · a1 blanques cavall · h1 negres rei | 3 |
| 2 | a8 negres cavall · c8 negres torre · d8 negres alfil · b7 negres peó · f7 negres peó · h7 negres peó · b6 negres peó · b5 blanques torre · h5 blanques rei · a3 negres peó · e3 negres peó · g3 blanques peó · h3 blanques cavall · b2 blanques peó · c2 blanques peó · e2 blanques torre · a1 blanques cavall · h1 negres rei | a8 negres cavall · c8 negres torre · d8 negres alfil · b7 negres peó · f7 negres peó · h7 negres peó · b6 negres peó · b5 blanques torre · h5 blanques rei · a3 negres peó · e3 negres peó · g3 blanques peó · h3 blanques cavall · b2 blanques peó · c2 blanques peó · e2 blanques torre · a1 blanques cavall · h1 negres rei | a8 negres cavall · c8 negres torre · d8 negres alfil · b7 negres peó · f7 negres peó · h7 negres peó · b6 negres peó · b5 blanques torre · h5 blanques rei · a3 negres peó · e3 negres peó · g3 blanques peó · h3 blanques cavall · b2 blanques peó · c2 blanques peó · e2 blanques torre · a1 blanques cavall · h1 negres rei | a8 negres cavall · c8 negres torre · d8 negres alfil · b7 negres peó · f7 negres peó · h7 negres peó · b6 negres peó · b5 blanques torre · h5 blanques rei · a3 negres peó · e3 negres peó · g3 blanques peó · h3 blanques cavall · b2 blanques peó · c2 blanques peó · e2 blanques torre · a1 blanques cavall · h1 negres rei | a8 negres cavall · c8 negres torre · d8 negres alfil · b7 negres peó · f7 negres peó · h7 negres peó · b6 negres peó · b5 blanques torre · h5 blanques rei · a3 negres peó · e3 negres peó · g3 blanques peó · h3 blanques cavall · b2 blanques peó · c2 blanques peó · e2 blanques torre · a1 blanques cavall · h1 negres rei | a8 negres cavall · c8 negres torre · d8 negres alfil · b7 negres peó · f7 negres peó · h7 negres peó · b6 negres peó · b5 blanques torre · h5 blanques rei · a3 negres peó · e3 negres peó · g3 blanques peó · h3 blanques cavall · b2 blanques peó · c2 blanques peó · e2 blanques torre · a1 blanques cavall · h1 negres rei | a8 negres cavall · c8 negres torre · d8 negres alfil · b7 negres peó · f7 negres peó · h7 negres peó · b6 negres peó · b5 blanques torre · h5 blanques rei · a3 negres peó · e3 negres peó · g3 blanques peó · h3 blanques cavall · b2 blanques peó · c2 blanques peó · e2 blanques torre · a1 blanques cavall · h1 negres rei | a8 negres cavall · c8 negres torre · d8 negres alfil · b7 negres peó · f7 negres peó · h7 negres peó · b6 negres peó · b5 blanques torre · h5 blanques rei · a3 negres peó · e3 negres peó · g3 blanques peó · h3 blanques cavall · b2 blanques peó · c2 blanques peó · e2 blanques torre · a1 blanques cavall · h1 negres rei | 2 |
| 1 | a8 negres cavall · c8 negres torre · d8 negres alfil · b7 negres peó · f7 negres peó · h7 negres peó · b6 negres peó · b5 blanques torre · h5 blanques rei · a3 negres peó · e3 negres peó · g3 blanques peó · h3 blanques cavall · b2 blanques peó · c2 blanques peó · e2 blanques torre · a1 blanques cavall · h1 negres rei | a8 negres cavall · c8 negres torre · d8 negres alfil · b7 negres peó · f7 negres peó · h7 negres peó · b6 negres peó · b5 blanques torre · h5 blanques rei · a3 negres peó · e3 negres peó · g3 blanques peó · h3 blanques cavall · b2 blanques peó · c2 blanques peó · e2 blanques torre · a1 blanques cavall · h1 negres rei | a8 negres cavall · c8 negres torre · d8 negres alfil · b7 negres peó · f7 negres peó · h7 negres peó · b6 negres peó · b5 blanques torre · h5 blanques rei · a3 negres peó · e3 negres peó · g3 blanques peó · h3 blanques cavall · b2 blanques peó · c2 blanques peó · e2 blanques torre · a1 blanques cavall · h1 negres rei | a8 negres cavall · c8 negres torre · d8 negres alfil · b7 negres peó · f7 negres peó · h7 negres peó · b6 negres peó · b5 blanques torre · h5 blanques rei · a3 negres peó · e3 negres peó · g3 blanques peó · h3 blanques cavall · b2 blanques peó · c2 blanques peó · e2 blanques torre · a1 blanques cavall · h1 negres rei | a8 negres cavall · c8 negres torre · d8 negres alfil · b7 negres peó · f7 negres peó · h7 negres peó · b6 negres peó · b5 blanques torre · h5 blanques rei · a3 negres peó · e3 negres peó · g3 blanques peó · h3 blanques cavall · b2 blanques peó · c2 blanques peó · e2 blanques torre · a1 blanques cavall · h1 negres rei | a8 negres cavall · c8 negres torre · d8 negres alfil · b7 negres peó · f7 negres peó · h7 negres peó · b6 negres peó · b5 blanques torre · h5 blanques rei · a3 negres peó · e3 negres peó · g3 blanques peó · h3 blanques cavall · b2 blanques peó · c2 blanques peó · e2 blanques torre · a1 blanques cavall · h1 negres rei | a8 negres cavall · c8 negres torre · d8 negres alfil · b7 negres peó · f7 negres peó · h7 negres peó · b6 negres peó · b5 blanques torre · h5 blanques rei · a3 negres peó · e3 negres peó · g3 blanques peó · h3 blanques cavall · b2 blanques peó · c2 blanques peó · e2 blanques torre · a1 blanques cavall · h1 negres rei | a8 negres cavall · c8 negres torre · d8 negres alfil · b7 negres peó · f7 negres peó · h7 negres peó · b6 negres peó · b5 blanques torre · h5 blanques rei · a3 negres peó · e3 negres peó · g3 blanques peó · h3 blanques cavall · b2 blanques peó · c2 blanques peó · e2 blanques torre · a1 blanques cavall · h1 negres rei | 1 |
|   | a | b | c | d | e | f | g | h |   |

"Excelsior" és un dels problemes d'escacs més coneguts dels compostos per Sam Loyd, i va ser originalment publicat al London Era el 1861. El nom del problema està pres del poema "Excelsior" de Henry Wadsworth Longfellow.
Loyd tenia un amic que es vanagloriava que ell sempre podia endevinar quina peça faria l'escac i mat en un problema d'escacs. Per això Loyd va inventar aquest problema com una broma i va desafiar al seu amic a que no seria capaç de triar una peça que no fos capaç de donar mat (el seu amic immediatament va identificar el peó de b2 com el que era menys probable que fes el mat), i a despit d'això, tal com es mostra en la solució, Loyd aconsegueix fer mat en cinc jugades amb el peó que inicialment estava a la casella b2. Quan el problema es va publicar va ser amb la instrucció que el mat l'havia de fer "la peça o peó menys probable".

## Solució
La solució és:
1. b4
Amenaçant Tf5 i Tf1 mat. Les blanques no poden començar amb 1. Tf5 perquè sinó les negres amb 1.... Tc5 clavarien la torre.
Ara hi ha múltiples possibles jugades que defensarien només una de les amenaces, i una defensa secundària no temàtica:
1...Txc2 2.Cxc2! a2 3.Td5 (o Tf5) a1=D 4.Cxa1 qualsevol 5.T mat.
1. ...Tc5+ 2. bxc5
Amenaçant Tb1 mat.
2. ...a2 3. c6
Amb la mateixa amenaça que en el primer moviment: 4.Tf5 qualsevol 5.Tf1 mat o 4.Td5 qualsevol 5.Td1 mat.
3. ...Ac7
Perquè s'amenaçava tant Td5 com Tf5; els moviments alternatius 3.... Af6 i 3.... Ag5 només es defensen d'una de les dues jugades. La jugada del text es defensa de Td5 en el sentit que 4.Td5 axg3 5.Td1+ Ae1 6. Tdxe1 mat, implica més de les cinc jugades requerides, i igualment passa amb 4.Tf5 Af4.
4. cxb7 Axg3 i 5. bxa8=D mat (o bxa8=A mat).
El mat el fa el peó que inicialment es trobava a b2.
Tot problema que inclou un peó que es mou des de la seva casella inicial fins a la seva casella de coronació en el curs de la partida es diu avui que és del tipus Excelsior. Habitualment, el tema es veu en els mats d'ajuda.